# Toni Storm
Toni Rossall (ur. 19 października 1995 w Auckland) – nowozelandzko-australijska wrestlerka, występująca pod pseudonimem ringowym Toni Storm. W 2022 podpisała kontrakt zawodniczy z amerykańską federacją All Elite Wrestling (AEW). Zdobyła tam trzykrotnie tytuł AEW Women’s World. W latach 2018–2021 występowała w amerykańskiej federacji WWE. Rywalizowała w brytyjskim brandzie federacji rozwojowej WWE – NXT UK, sięgając po tytuł NXT UK Women’s Championship. Uczestniczyła w dwóch edycjach turnieju Mae Young Classic. W 2017 dotarła do półfinału zawodów, natomiast rok później wygrała je po zwycięstwie nad Io Shirai. Ponadto należała do brandu NXT, po czym zaczęła rywalizować na SmackDown.
Zanim zaczęła pracę w WWE występowała w japońskiej federacji World Wonder Ring Stardom. Zdobyła tam mistrzostwo świata World of Stardom Championship. Posiadała także SWA World Championship, pozostając mistrzynią przez 612 dni. W brytyjskiej organizacji Progress Wrestling zdobyła Progress Women’s Championship, natomiast w niemieckiej federacji Westside Xtreme Wrestling (wXw) dwukrotnie była w posiadaniu wXw Women’s Championship.

## Mistrzostwa i osiągnięcia
- All Action Wrestling
  - AAW Women’s Championship (1 raz)[8]
- All Elite Wrestling
  - AEW Women’s World Championship (3 razy)[8]
- British Empire Wrestling
  - BEW Women’s Championship (1 raz)[8]
- Pro Wrestling Alliance Queensland
  - PWAQ Women’s Championship (1 raz)[8]
  - PWAQ Women’s Underground Championship (1 raz)[8]
- Pro Wrestling Illustrated
  - PWI umieściło ją na 13. miejscu rankingu wrestlerek PWI Top 100 w 2019[9]
- Progress Wrestling
  - Progress Women’s Championship (1 raz)
  - Natural Progression Series IV[7]
- Sports Illustrated
  - SI umieściło ją na 7. miejscu rankingu 10 najlepszych wrestlerek 2018[10]
- Westside Xtreme Wrestling
  - wXw Women’s Championship (2 razy)
  - Femmes Fatales (2017)[7]
- World Wonder Ring Stardom
  - SWA World Championship (1 raz)
  - World of Stardom Championship (1 raz)
  - 5★Star GP (2017)[7]
  - Cinderella Tournament (2017)[7]
  - Stardom Year-End Award
    - MVP Award (2017)[9]
- WWE
  - Mae Young Classic (2018)
  - NXT UK Women’s Championship (1 raz)